# Misumenoides formosipes
Misumenoides formosipes là một loài nhện trong họ Thomisidae.
Loài này thuộc chi Misumenoides. Misumenoides formosipes được Charles Athanase Walckenaer miêu tả năm 1837.